# Río Castor
El río Castor, o río del Castor, es un río de la provincia de Málaga, España. Es uno de los pequeños ríos de la llamada cuenca de la Costa del Sol Occidental, situada entre las cuencas de los ríos Guadiaro y Guadalhorce, que a su vez forman parte de la demarcación hidrográfica de las cuencas mediterráneas de Andalucía.

## Curso
Nace en Sierra Bermeja y desemboca en el Mediterráneo en la punta del Castor, en el término municipal de Estepona. Tiene una longitud de 13,8 km y una cuenca de 24 km². Su cauce es un tanto abierto, aunque con pozas de aguas cristalinas, entre ellas, la Charca de las Nutrias, y pequeños rápidos con predominio absolutode cantos rodados.

## Flora y fauna
El curso bajo del río Castor y el de los ríos vecinos de Guadaiza, Guadalmina, Guadalmansa, Verde, Padrón y arroyo de la Cala han sido declarados Zona de Especial Conservación por la presencia de importantes hábitats naturales así como por su función esencial de corredores ecológicos uniendo diversos espacios protegidos red Natura 2000 y poniendo en encontacto diferentes ecosistemas, contribuyendo de esta manera a la conectividad de esta red ecológica y su coherencia.
Las especies de fauna presentes en el río son las características de la zonas de ribera, como la nutria, el galápago leproso, la boga del Guadiana, el cangrejo de río, la araña negra de los alcornocales y otras especies de peces comunes y diferentes anfibios como el sapillo pintojo meridional o la salamandra y aves como el martín pescador y el mirlo acuático.